# Europeiska fonden för monetärt samarbete
Europeiska fonden för monetärt samarbete var en fond inom Europeiska ekonomiska gemenskapen som bildades i april 1973, och som existerade fram till och med den 31 december 1993. Den 1 januari 1994 ersattes fonden av Europeiska monetära institutet, föregångaren till Europeiska centralbanken. Fonden hade sitt säte i Luxemburg.
Fonden var en del i det monetära samarbetet mellan medlemsstaterna inom Europeiska ekonomiska gemenskapen som syftade till att stabilisera växelkurserna. En viktig del av detta samarbete var Europeiska växelkursmekanismen, som inrättades som en del av Europeiska monetära systemet den 13 mars 1979. De nationella valutorna inom gemenskapen knöts till varandra genom växelkursmekanismen. Europeiska fonden för monetärt samarbete utgjorde en viktig del av detta system genom att ta emot valutareserver från medlemsstaterna och i gengäld utfärda ecu, en valutaenhet som definierades genom en valutakorg av medlemsstaternas nationella valutor.